# Mistrzostwa Świata we Wspinaczce Sportowej 2011

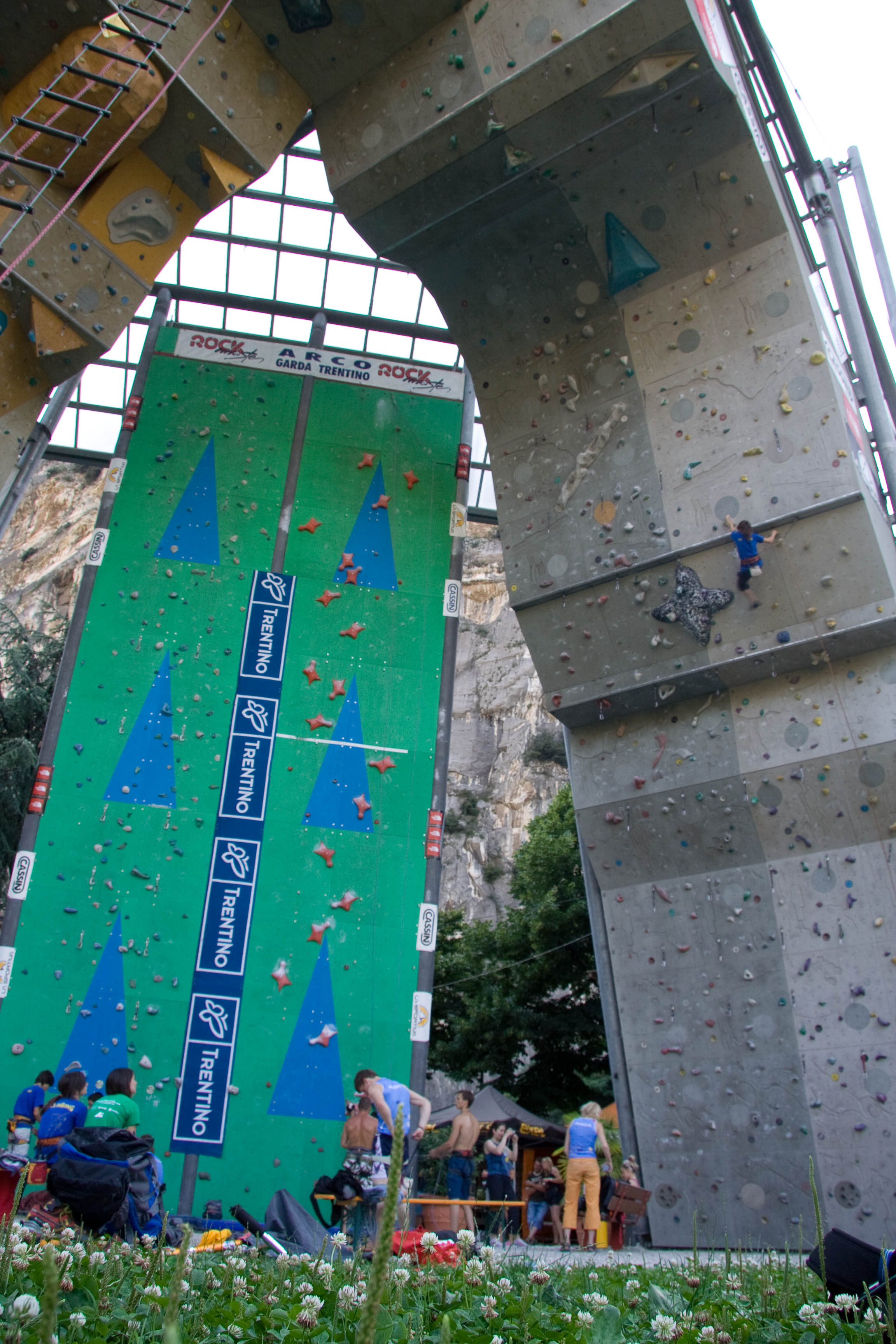
Stadion w Arco – ściany wspinaczkowe.

Mistrzostwa Świata we Wspinaczce Sportowej 2011 – 11. edycja mistrzostw świata we wspinaczce sportowej, która odbyła się w dniach 15–24 lipca 2011 we włoskim mieście Arco.
Podczas zawodów wspinaczkowych zawodnicy i zawodniczki rywalizowali w 6 konkurencjach na stadionie wspinaczkowym w Arco, na którym corocznie odbywają się prestiżowe zawody „Rock Master”, a mistrzostwa świata w 2011 były traktowane przez gospodarza mistrzostw również jako Rock Master 2011.

## Harmonogram
Legenda
| E | Eliminacje |  | Finał (ilość) | CM | Ceremonia medalowa |

| Lipiec 2011         | 15 | 16 | 17 | 18 | 19 | 20 | 21 | 22 | 23 | 24 |
| ------------------- | -- | -- | -- | -- | -- | -- | -- | -- | -- | -- |
| Wspinaczka sportowa | E  | E  | 2  | E  | E  | E  | E  | 1  | 3  | CM |

## Konkurencje
Mężczyźni
- bouldering, prowadzenie i wspinaczka na czas

Kobiety
- bouldering, prowadzenie i wspinaczka na czas

## Uczestnicy
Zawodnicy i zawodniczki podczas zawodów wspinaczkowych w 2011 roku rywalizowali w 6 konkurencjach. Łącznie do mistrzostw świata zgłoszonych zostało 539 wspinaczy z 58 państw (każdy zawodnik ma prawo startować w każdej konkurencji o ile do niej został zgłoszony i zaakceptowany przez IFCS i organizatora zawodów).
| Lp.   |           | ↓ Uczestnicy – konkurencje → |     | bouldering | prowadzenie | na czas |
| ----- | --------- | ---------------------------- | --- | ---------- | ----------- | ------- |
| 1.    | Mężczyźni | 139                          | 130 | 73         |             |         |
| 2.    | Kobiety   | 69                           | 73  | 55         |             |         |
| Razem | Razem     | Razem                        | 208 | 203        | 128         |         |

### Reprezentacja Polski
- Kobiety:
  - we wspinaczce na czas: Edyta Ropek (zajęła 5 miejsce), Monika Prokopiuk (9 m.), a Klaudia Buczek była 17.
- Mężczyźni:
  - we wspinaczce na czas: Łukasz Świrk (zajął 6 m.), a Jędrzej Komosiński był 10.

## Medaliści
| Konkurencja          | Złoto                                | Srebro                              | Brąz                           |
| -------------------- | ------------------------------------ | ----------------------------------- | ------------------------------ |
| Mężczyźni            |                                      |                                     |                                |
| bouldering (17.07)   | Rosja · Dmitrij Szarafutdinow        | Czechy · Adam Ondra                 | Rosja · Rustam Gelmanow        |
| prowadzenie (23.07)  | Hiszpania · Ramón Julián Puigblanqué | Austria · Jakob Schubert            | Czechy · Adam Ondra            |
| wsp. na czas (23.07) | Chiny · Zhong Qixin                  | Rosja · Stanisław Kokorin           | Ukraina · Danyjił Bołdyrew     |
| Kobiety              |                                      |                                     |                                |
| bouldering (17.07)   | Austria · Anna Stöhr                 | Stany Zjednoczone · Sasha DiGiulian | Niemcy · Juliane Wurm          |
| prowadzenie (22.07)  | Austria · Angela Eiter               | Japonia · Kim Ja-in                 | Austria · Magdalena Röck       |
| wsp. na czas (23.07) | Rosja · Marija Krasawina             | Rosja · Anna Cyganowa               | Kazachstan · Tamara Ułżabajewa |

## Klasyfikacja medalowa
|                    |                    |                    |   |   |   |    |   |   |   |   |   |   |
| 1                  | Rosja              | 2                  | 2 | 1 | 5 | 1  | 1 | 1 | 1 | 1 | 0 |   |
| 2                  | Austria            | 2                  | 1 | 1 | 4 | 0  | 1 | 0 | 2 | 0 | 1 |   |
| 3                  | Chiny              | 1                  | 0 | 0 | 1 | 1  | 0 | 0 | 0 | 0 | 0 |   |
| 3                  | Hiszpania          | 1                  | 0 | 0 | 1 | 1  | 0 | 0 | 0 | 0 | 0 |   |
| 5                  | Czechy             | 0                  | 1 | 1 | 2 | 0  | 1 | 1 | 0 | 0 | 0 |   |
| 6                  | Korea Południowa   | 0                  | 1 | 0 | 1 | 0  | 0 | 0 | 0 | 1 | 0 |   |
| 6                  | Stany Zjednoczone  | 0                  | 1 | 0 | 1 | 0  | 0 | 0 | 0 | 1 | 0 |   |
| 8                  | Kazachstan         | 0                  | 0 | 1 | 1 | 0  | 0 | 0 | 0 | 0 | 1 |   |
| 8                  | Niemcy             | 0                  | 0 | 1 | 1 | 0  | 0 | 0 | 0 | 0 | 1 |   |
| 8                  | Ukraina            | 0                  | 0 | 1 | 1 | 0  | 0 | 1 | 0 | 0 | 0 |   |
| Ogółem (10 państw) | Ogółem (10 państw) | Ogółem (10 państw) | 6 | 6 | 6 | 18 | 3 | 3 | 3 | 3 | 3 | 3 |

Źródło: